# Remixes 81–04
Remixes 81–04 – siódma kompilacja brytyjskiej grupy muzycznej Depeche Mode. Box wydano 25 października 2004 przez Mute i Sire Records. Wydanie zawiera trzy płyty z remiksami utworów z singli z lat 1981-2004. Dodano także czwartą płytę zawierającą rzadkie utwory grupy, które wydano jako download. Autorem remiksu Enjoy the Silence ’04 jest Mike Shinoda z zespołu Linkin Park oraz Fort Minor.

## Lista utworów

### (LCDMUTEL8)
1. „Never Let Me Down Again" (Split Mix) – 9:32
2. „Personal Jesus" (Pump Mix) – 7:47
3. „Barrel of a Gun" (Underworld Hard Mix) – 9:36
4. „Route 66" (Beatmasters Mix) – 6:18
5. „Useless" (The Kruder + Dorfmeister Session) – 9:06
6. „In Your Room" (The Jeep Rock Mix) – 6:19
7. „Home" (Air "Around the Golf" Remix) – 3:55
8. „Strangelove" (Blind Mix) – 6:32
9. „I Feel You" (Renegade Soundwawe Afghan Surgery Mix) – 4:57
10. „Just Can’t Get Enough" (Schizo Mix) – 6:45
11. „Halo" (Goldfrapp Remix) – 4:22
12. „Enjoy the Silence" (Reinterpreted) – 3:32

## (CDMUTEL8)

### Płyta 1
1. „Never Let Me Down Again" (Split Mix) – 9:31
2. „Policy of Truth" (Capitol Mix) – 8:00
3. „Shout!" (Rio Mix) – 7:29
4. „Home" (Air "Around the Golf" Remix) – 3:55
5. „Strangelove" (Blind Mix) – 6:32
6. „Rush" (Spiritual Guidance Mix) – 5:27
7. „I Feel You" (Renegade Soundwawe Afghan Surgery Mix) – 4:57
8. „Barrel of a Gun" (Underworld Hard Mix) – 9:36
9. „Route 66" (Beatmasters Mix) – 6:18
10. „Freelove" (DJ Muggs Remix) – 4:24
11. „I Feel Loved" (Chamber’s Remix) – 6:17
12. „Just Can’t Get Enough" (Schizo Mix) – 6:45

### Płyta 2
1. „Personal Jesus" (Pump Mix) – 7:47
2. „World in My Eyes" (Mode to Joy) – 6:28
3. „Get the Balance Right!" (Combination Mix) – 7:56
4. „Everything Counts" (Absolut Mix) – 6:02
5. „Breathing in Fumes” – 6:05
6. „Painkiller" (Kill the Pain – DJ Shadow vs. Depeche Mode) – 6:29
7. „Useless" (The Kruder + Dorfmeister Session) – 9:06
8. „In Your Room" (The Jeep Rock Mix) – 6:19
9. „Dream On" (Dave Clarke Acoustic Version) – 4:23
10. „It’s No Good" (Speedy J Mix) – 5:02
11. „Master and Servant" (An ON-USound Science Fiction Dance Hall Classic) – 4:35
12. „Enjoy the Silence" (Timo Maas Extended Remix) – 8:41

### Płyta 3 (XLCDMUTEL8)
1. „A Question of Lust" (Flood Remix) – 5:08
2. „Walking in My Shoes" (Random Carpet Mix (Full Length) – 8:37
3. „Are People People?” – 4:28
4. „World in My Eyes" (Daniel Miller Mix) – 4:37
5. „I Feel Loved" (Danny Tenaglia’s Labor Of Love Dub (Edit) – 11:21
6. „It’s No Good" (Club 69 Future Mix) – 8:50
7. „Photographic" (Rex the Dog Dubb Mix) – 6:20
8. „Little 15" (Ulrich Schnauss Remix) – 4:52
9. „Nothing" (Headcleanr Rock Mix) – 3:30
10. „Lie to Me" ('The Pleasure of Her Private Shame' Remix) – 6:33
11. „Clean" (Colder Version) – 7:09
12. „Halo" (Goldfrapp Remix) – 4:22
13. „Enjoy the Silence" (Reinterpreted) – 3:32

### ZMUTEL8
1. „Behind the Wheel/Route 66" (Megamix) – 7:51
2. „Dream On" (Morel’s Pink Noise Club Mix) – 7:45
3. „Master and Servant" (U.S. Black and Blue Version) – 8:04
4. „Nothing" (Justin Strauss Mix) – 7:05
5. „People Are People" (Special Edition ON-USound Remix) – 7:33
6. „Little 15" (Bogus Brothers Mix) – 6:11
7. „Freelove" (Josh Wink Dub) – 8:51
8. „Personal Jesus" (Kazan Cathedral Mix) – 4:18
9. „But Not Tonight" (Extended Remix) – 5:15
10. „But Not Tonight" (Margouleff Dance Mix) – 6:08
11. „Freelove" (Powder Productions Remix) – 7:58
12. „Slowblow" (Mad Professor Mix) – 5:25
13. „Rush" (Black Sun Mix) – 6:02

### PRO-CD-101442
1. „Megamix" (A Continuous Mix) – 10:19

## Autorzy
- Piosenki "Shout", "Just Can’t Get Enough" i "Photographic" napisane były przez Vince’a Clarke’a, natomiast reszta jest autorstwa Martina Gore’a.
- Dave Gahan śpiewa we wszystkich piosenkach oprócz "Home", "Route 66" i "A Question of Lust", natomiast w wymienionych śpiewa Martin Gore.
- Piosenki "Painkiller" i "Slowblow" są instrumentalne.
- Utwór "But Not Tonight" (Extended Remix) został wydany także na albumie Black Celebration i na singlu But Not Tonight.
- Utwór "A Question of Lust" (Flood Remix) jest 12” wersją singla A Question of Lust.

## Certyfikaty
- W Niemczech płyta uzyskała status platynowej. Sprzedała się w 200 000 egzemplarzy.